# Diogo das Chagas
Diogo das Chagas O.F.M. (Santa Cruz das Flores, c. 1584 — Angra, c. 1661) foi frade franciscano e historiador açoriano. Foi o autor da obra "Espelho Cristalino", uma das principais fontes para o estudo da colonização dos Grupos Central e Ocidental do arquipélago, e da Restauração Portuguesa nos Açores após 1640.

## Biografia
Era filho de Mateus Coelho da Costa, Capitão-mor da ilha das Flores, e de sua esposa, Catarina de Fraga Rodovalho.
Pouco se sabe acerca de sua infância, além do que ele mesmo relata. Concluiu os seus primeiros estudos na cidade de Angra, onde recebeu as ordens menores e, não havendo bispo na Diocese de Angra, partiu para Lisboa em 1612, com o objectivo de ser ordenado padre. Regressou em 1614, tendo iniciado o estudo de Artes no Colégio da Companhia de Jesus em Angra. Em 1616 matriculou-se no curso de Teologia da Universidade de Coimbra, que concluiu em 1620. Regressou no mesmo ano aos Açores, passando a leccionar Teologia no Convento de São Francisco de Angra.
Foi guardião do Convento de São Francisco da Praia (1627) e pregador da custódia (1629). A ele, em conjunto com o seu irmão, frei Mateus da Conceição, deve-se a elevação da custódia franciscana dos Açores separando-se da Província Franciscana dos Algarves, com a instituição da Província Franciscana de São João Evangelista dos Açores (1638). Ela só seria implantada, entretanto, em 1641, após a aclamação de João IV de Portugal.
Amigo pessoal do Capitão-mor Francisco de Ornelas da Câmara, no contexto da Restauração Portuguesa, foi um dos articuladores da chamada "Guerra do Castelo" (27 de Março de 1641 - 4 de Março de 1642), que culminou com a rendição da guarnição Espanhola da Fortaleza de São João Baptista da Ilha Terceira.
Em 1646 foi feito vigário provincial dos franciscanos nos Açores, cargo que exerceu até 1649. No exercícios dessa função percorreu em quatro anos sucessivos todo o arquipélago, o que o aproximou das terras e das gentes. Era considerado o "padre mais digno" da Província em 1655, quando convocou a eleição do novo provincial.

## Obra
Foi autor, entre outras obras:
- Espelho Cristalino em Jardim de Várias Flores (c. 1646 - c. 1654)
- Relação do que aconteceu na Cidade de Angra da ilha Terceira, depois da feliz aclamação d'el rei D. João IV, que Deus guarde, na restauração do Castelo de S. João Baptista do Monte Brasil, até se embarcarem os castelhanos que o ocupavam…
- Fundação da Província de São João Evangelista das Ilhas dos Açores (desaparecido)
- Meditação da luta do Diabo com Adam, pelo qual saiu Cristo Senhor Nosso a lutar com o Diabo
- Consolação da pobreza, e remédio para qualquer muito muito pobre, ser muito rico
- De como se busca e acha a bem-aventurança